# Деяния римлян
«Деяния римлян» (лат. Acta Romanorum) — сборник новелл на латинском языке, составленный в XIV веке.
Многие из новелл были заимствованы из арабских источников. Каждая новелла заканчивалась моралью, что позволяло использовать их в качестве примеров во время проповедей. Название сборника является, вероятно, прихотью составителей, поскольку многие из новелл ничего общего с римлянами не имеют. Этой книгой как первоисточником пользовались многие английские поэты, в том числе Джеффри Чосер и Уильям Шекспир, который взял оттуда сюжет «Перикла» (1609 год), а также эпизод с тремя ларцами в «Венецианском купце» (1596 год).